# Hypochrysops digglesi
Hypochrysops digglesi är en fjärilsart som beskrevs av William Chapman Hewitson 1874. Hypochrysops digglesi ingår i släktet Hypochrysops och familjen juvelvingar. IUCN kategoriserar arten globalt som livskraftig. Inga underarter finns listade i Catalogue of Life.